# Мальсагов, Абубакар Магометович
Абубакар Магометович Мальсагов (род. 3 декабря 1959, Алма-Ата) — российский государственный деятель, депутат народного собрания 3 - го созыва РФ, почетный строитель России — кибернетик. Бывший министр строительства и председатель правительства Республики Ингушетия.

## Биография
Родился в Алма-Ате (Казахская ССР). Окончил Грозненский нефтяной институт в 1989 году по специальности «инженер-строитель». В 1998 году награждён званием «Почётный строитель России». До 2012 года занимал различные должности в области строительства. С сентября 2012 по сентябрь 2013 года — министр строительства Республики Ингушетия. С сентября 2013 года — Председатель Правительства Республики Ингушетия. С 1981 по 2012 годы работал на разных должностях в сфере строительства. С сентября 2012 года по сентябрь 2013 года Мальсагов А.М. занимал пост министра строительства Республики Ингушетия. В сентябре 2013 года назначен Председателем Правительства Республики Ингушетия.
Награды: - в 1998 году приказом первого заместителя Председателя ГК РФ по жилищной и строительной политике присвоено звание "Почетный строитель России"; - в 2001 году приказом первого заместителя Председателя ГК РФ по жилищной и строительной политике награжден орденом "За заслуги"; - в 2011 году награжден Почетной грамотой Президента Гильдии строителей СКФО; - в 2012 году Указом Главы Республики Ингушетия награжден орденом "За заслуги". Женат трижды.